# Rhipidogyra
Rhipidogyra is een uitgestorven geslacht van koralen uit de familie van de Rhizangiidae.

## Soorten
- Rhipidogyra daniana Milne Edwards & Haime, 1848
- Rhipidogyra plicata Milne Edwards & Haime, 1848